# PC-FX

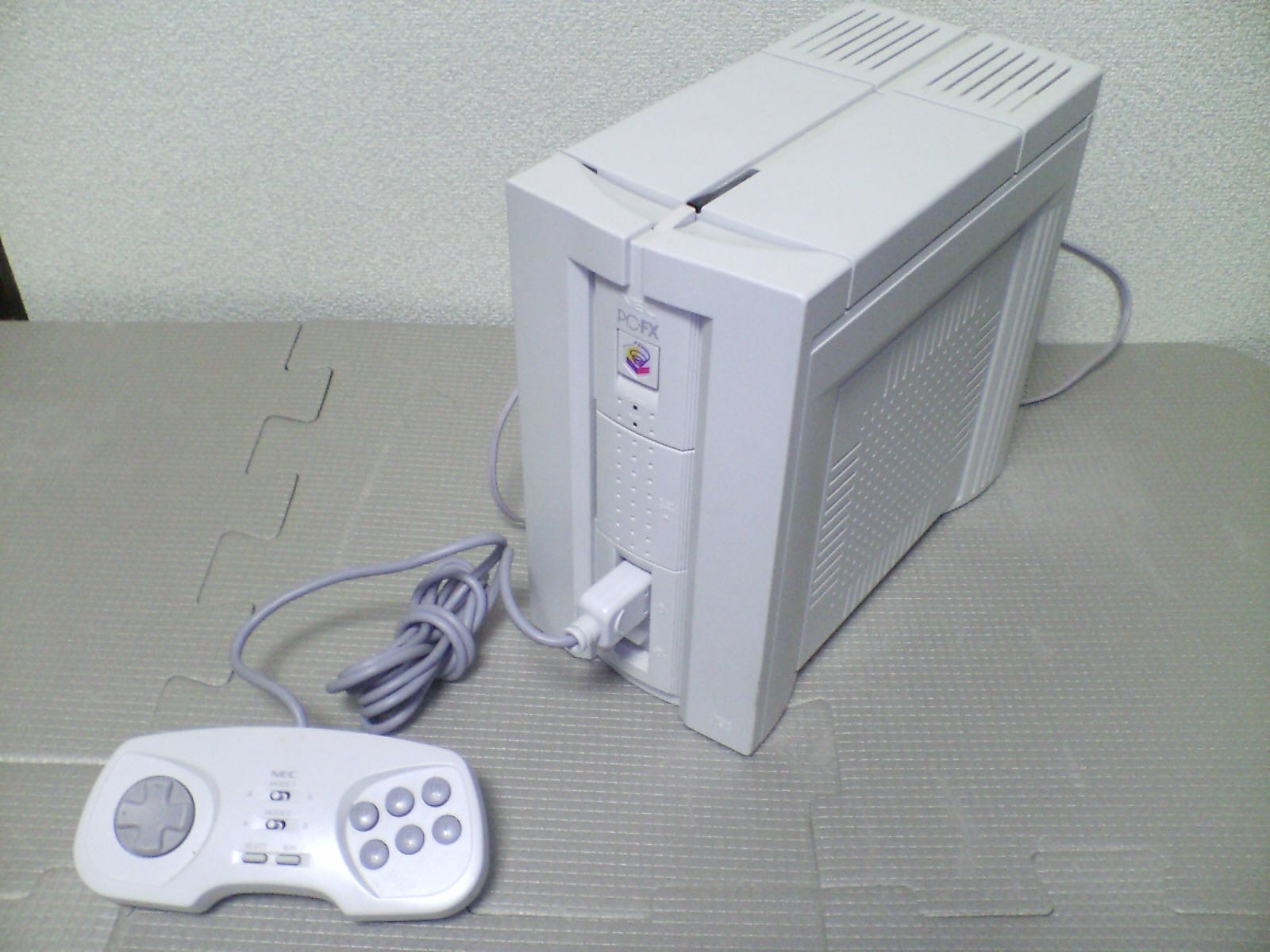
PC-FX

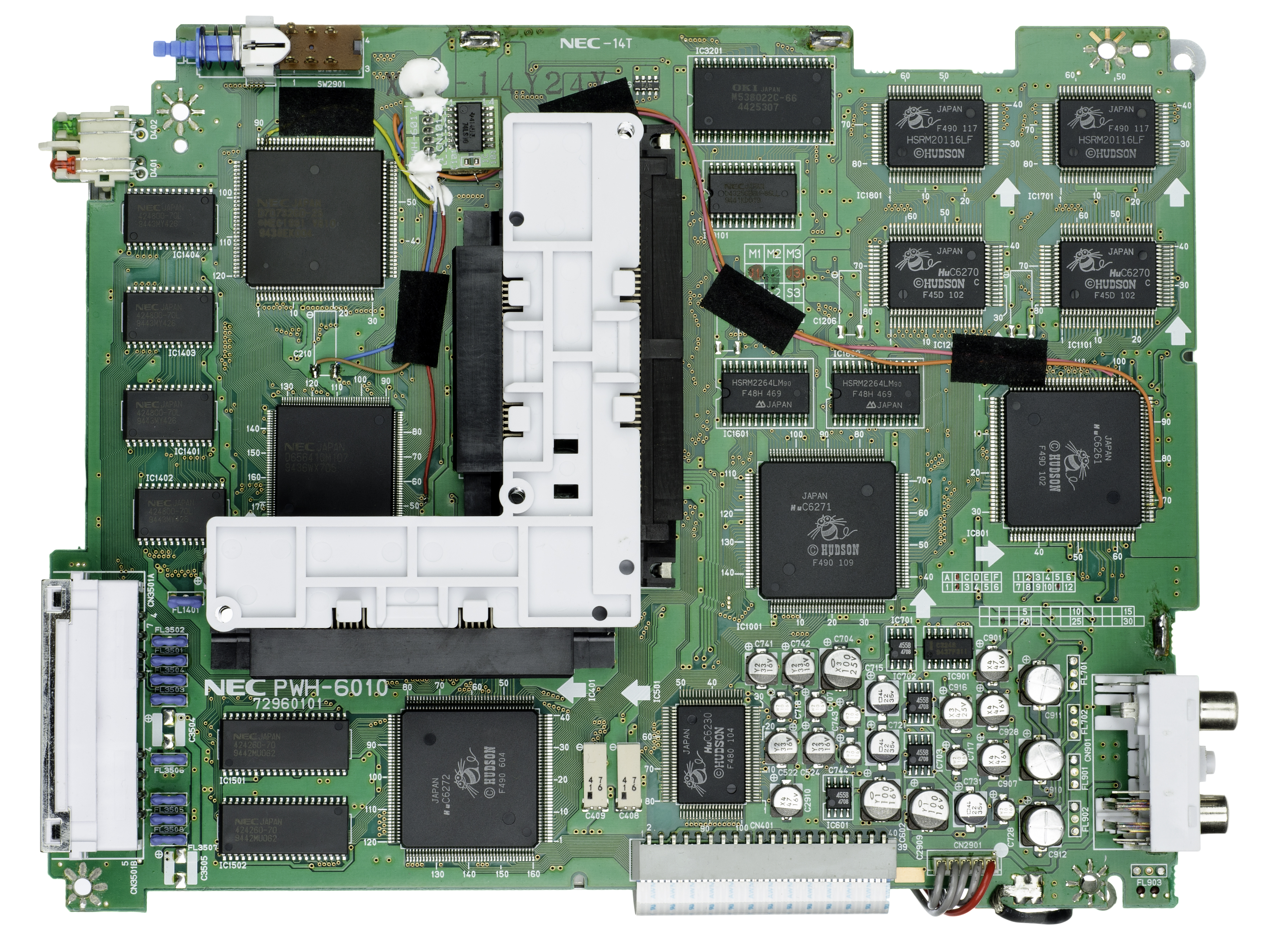
Scheda madre

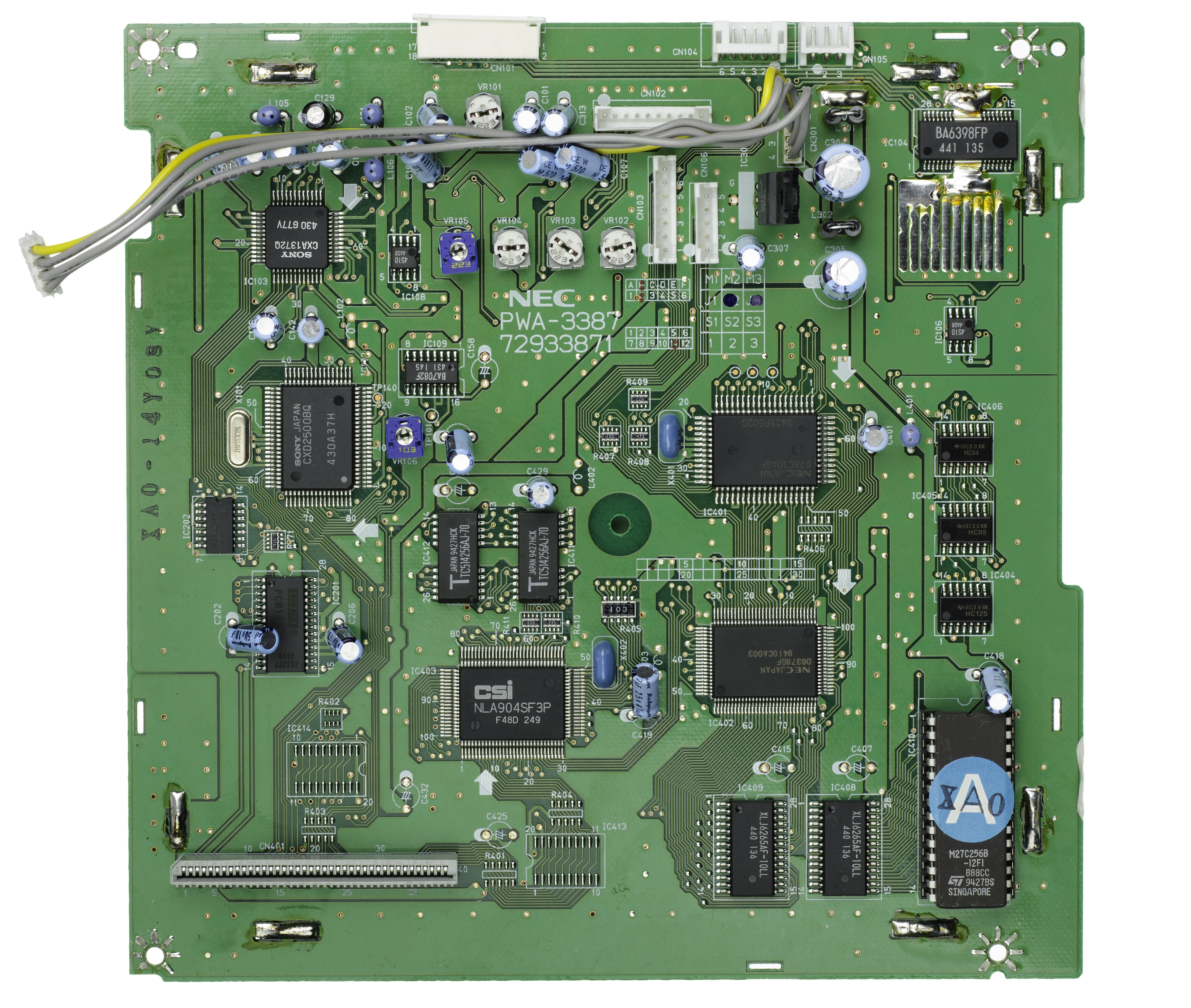
Daughterboard

La PC-FX es la sucesora de la PC Engine de NEC (TurboGrafx 16 en Estados Unidos y Europa) lanzada en Japón el 23 de diciembre de 1994. La PC-FX solo utilizaba CD al contrario que la PC Engine que usaba las HuCards. Lo extraño de la consola fue su apariencia parecida a un ordenador. Se colocaba en vertical como una torre de ordenador mientras que el resto de las consolas se posicionaba en posición horizontal. El mando de control se parecía a la forma y distribución de los botones de la Sega Mega Drive, solo que con más botones. Una de las características más interesantes fueron sus tres puertos de expansión, bastante nuevo en el mundo de las consolas pero que incrementó su precio sin ofrecer mucho a cambio.

## Historia
La PC-FX fue diseñada basándose en los Kits de desarrollo para las 32-bits llamada "Iron Man". El modelo "Iron Man" fue diseñado en 1992, mientras la PC Engine era todavía popular en Japón. A mediados de 1992, se presentó la primera demostración de estas unidades, ya que NEC empezaba a pensar en el inminente lanzamiento de un sistema basado en Iron Man con algunos trabajos de desarrolladoras third partys. Por el contrario, muchas desarrolladoras parecían desinteresadas debido a que el mercado de la PC Engine seguía creciendo y, debido a esto, NEC dejó de trabajar en el sistema Iron Man, para continuar modificando el sistema PC Engine. En 1993, la 32 bits de Panasonic, la Panasonic 3DO, aparecía en el mercado. Mientras, muchas desarrolladoras comenzaban a interesarse por las consolas de 32 bits de Sega y Sony, conocidas como Sega Saturn y PlayStation, que aparecerían en el mercado a finales de 1994, y por Bandai que preparaba el lanzamiento de su consola de 32 bits, la Playdia. Tras observar los acontecimientos de la competencia y viendo el gran éxito de la PC Engine, NEC tomó una decisión. Optó por utilizar la anticuada arquitectura del kit de desarrollo "Iron Man" de 32 bits en la PC-FX. El resultado que NEC obtuvo fue una consola con características poco novedosas y que falló a la hora de contentar a los usuarios y desarrolladores, condenando a la consola a la desaparición.
La consola fue anunciada a los medios a finales de 1993 y fue presentada en el Tokyo Toy Show, en junio de 1994. Se lanzó al mercado japonés el 23 de diciembre de ese mismo año. En una entrevista realizada aproximadamente un año antes del lanzamiento del sistema, un representante declaró que NEC había descartado prácticamente su lanzamiento fuera de Japón, concluyendo que lo más probable es que se vendiera mal en el extranjero debido a su elevado precio.
Fue retirado del mercado en febrero de 1998, vendiendo tan solo 400.000 unidades. El último juego lanzado para la consola fue First Kiss Story, lanzado el 28 de abril de ese mismo año.

## Juegos
Debido al escaso éxito que tenía la PC-FX, NEC se volvió más permisiva en cuanto al tipo de títulos que serían lanzados para su consola en un intento de conseguir toda la ayuda posible de los desarrolladores. Debido a esta política, la PC-FX obtuvo una gran reputación debido a su abundante catálogo de juegos hentai y de simuladores de citas.

## Especificaciones técnicas
CPUNEC V810 RISC de 32 bits, superescalar de 5 vías, funcionando a 21,5MHz, 15,5MIPS
Memoria2MB de RAM principal
256KB de VRAM
1MB de OS ROM
256KB de buffer del CD
32KB de RAM de back-up
Sonido32 Bit estéreo con 2 canales ADPCM
6 canales de muestras a 44,1kHz.
Expansión1 ranura de expansión de memoria RAM
1 ranura para tarjetas de backup de RAM
1 ranura de expansión de CPU